# Jan Vaník
Jan Vaník (Praga, 11 aprile 1892 – 12 giugno 1950) è stato un calciatore cecoslovacco, di ruolo attaccante.

## Carriera

### Club
Iniziò la carriera a quindici anni, giocando per la piccola società del SK Letná. Un anno dopo si trasferì all'SK Bubeneč, dove si fece notare dallo Sparta Praga per le sue buone prestazioni; si trasferì dunque in quest'ultima squadra a diciotto anni. Nel 1916, dopo sei anni a Praga sponda Sparta, si trasferì allo Slavia, rivale cittadina della sua vecchia compagine. Con la nuova maglia rimase fino al 1926, divenendo capitano nel 1925. Nello stesso anno vinse il campionato cecoslovacco, aggiudicandosi anche il titolo di capocannoniere con tredici reti. In tutto ha collezionato 449 presenze e 247 reti.

### Nazionale
Ha giocato due incontri con l'Austria entrambi contro l'Ungheria prima di giocare con la nazionale della Cecoslovacchia partecipando alle Olimpiadi del 1920 dove realizza 4 reti, 3 contro la Jugoslavia nel 7-0 finale ad Anversa ed una nella partita contro la Norvegia conclusasi 4-0 a Bruxelles. Partecipa anche alla semifinale Cecoslovacchia-Francia 4-1 (giocata ad Anversa) e all'attesissima finale Belgio-Cecoslovacchia 2-0, giocata ad Anversa, senza realizzare marcature. Giocherà diverse amichevoli tra il 1921 e il 1925 incontrando per quattro volte la Jugoslavia a cui siglerà quattro reti in Cecoslovacchia-Jugoslavia 6-1 ed un'altra rete in Jugoslavia-Cecoslovacchia 4-3. Incontrerà anche Svezia, Italia e Austria.

## Palmarès

### Club
- Campionato ceco: 2

Sparta: 1912
Slavia Praga: 1925

### Individuale
- Capocannoniere del campionato cecoslovacco: 1

1925 (13 gol)